# Марин Чуров
Марин Чуров е български дипломат и интербригадист.

## Биография
Учи специалност „Славянска филология“ в Софийския университет от 1936 г. Записва се доброволец в интернационалните батальони по време на Гражданската война в Испания през юли 1937 г. Участва в боевете на фронта в Арагона, сектор Сарагоса. В края на гражданската войната попада в лагер във Франция.
При окупацията на Франция по време на Втората световна война е пленен. Преминава през лагер за военнопленници в Кьонигсберг, нацистките лагери Маухтхаузен и Гузен. Освободен е след 5 години при превземането на лагера Гузен от армията на САЩ на 5 май 1945 г. Завръща се в България с частите на Първа българска армия.
Работи като дипломат в Министерството на външните работи на България. Зад граница е управляващ легация в Берн и Париж, посланик в Мароко, Чили, Еквадор и Бразилия. Като посланик в Чили е непосредствен свидетел и участник в събитията, свързани с преврата на генерал Аугусто Пиночет и убийството на президента Салвадор Алиенде през 1973 г.
Автор е на мемоарната книга „Съдбовни срещи с фашизма“ (С., 2003).